# 俄罗斯联邦英雄
俄罗斯联邦英雄 （羅馬化：Geroy Rossiyskoy Federatsii）是一种俄罗斯联邦勋章和奖项，也是俄罗斯國民可以获得最高级别的荣誉头衔。俄罗斯总统拥有头衔的授予权力，授予那些为国家服务而做出突出和勇敢行动或事蹟的國民。自创立以来，它已经被授予1053次，主要的授予对象是宇航员以及参与对车臣、敘利亞或烏克蘭之军事行动的军人。几位艺术家、政治家、经济学家和运动员也曾获授予此头衔。

## 创始
这个头衔在1992年3月20日俄罗斯联邦总统鲍里斯·叶利钦签署的一项法定中被创立，以取代苏联时代的苏联英雄和社会主义劳动英雄。2553-I号法令写有头衔的授予准则（见下方），以及伴随着这个荣誉的金星勋章。俄罗斯宪法第71条规定政府可以授予头衔、荣誉和勋章，而第89条授予总统创立新国家奖章的权力。这是俄罗斯总统可以向所有人授予的最高级别荣誉。有别于苏联英雄的头衔，俄罗斯英雄头衔没有其他勋章和称号。

## 授予标准
2553-I号法令指明此头衔可以颁发给一个为国家和人民服务是做出英勇事迹的人士，因此普通國民和军事人员皆有机会获得此头衔。如果授勋者的英勇行为使他/她付出了生命，可以向他/她追颁俄罗斯联邦英雄的头衔。总统曾经大约463次追颁勋章，主要追颁的对象是在第一次和第二次对车臣共和国的军事行动中牺牲的军人。最近的一次是國防部長紹伊古向俄罗斯突击航空兵团指挥员德米特里·利特维诺夫和歼击航空兵团飞行员维克多·杜丁颁发“俄罗斯英雄”金星奖章，他们都参加了俄乌战争。在2022年5月8日举行的奖章颁发仪式上，绍伊古对利特维诺夫和杜丁的英勇行为和奋不顾身的精神表达了感谢，对他们获得奖章表示祝贺。

## 设计与展示
金星勋章的设计在2553-I法令中已经被详细地说明，设计与苏联英雄的勋章十分相似。色带是一个长方形的悬挂装置，高19.5mm，宽15mm，颜色是象征着俄罗斯国旗的红、白和蓝三色。色带下面吊着的五角星直径为15mm，表面并没有任何设计。在反面，有2x4mm的凸字体俄罗斯英雄（俄语：Герой России），在顶部有一个1mm大的序号。序号显示了这个奖项被颁发的次数（例如SN164说明该勋章是第164被颁发的）。在色带的背面，有一个由针和钩组成的扣紧装置，目的是把勋章系在衣服上。勋章由金制造，重大约21.5克。
当这个勋章在公众场所被穿戴的时候，它会被戴在西装外套左边所有俄罗斯和苏联勋章上面的位置。有些以往也曾获颁苏联勋章（譬如苏联英雄和社会主义劳动英雄）的人士，会在佩戴此勋章的同时也佩戴苏联勋章。

## 获授者

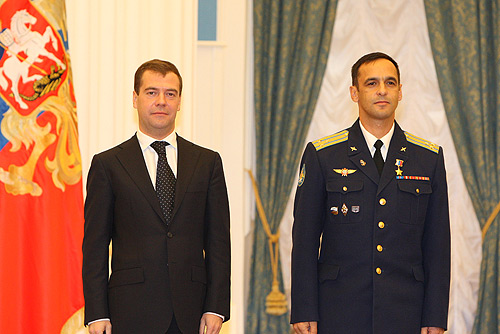
总统德米特里·梅德韦杰夫向奥列格·穆托芬（Oleg Mutovin）授予俄罗斯联邦英雄的头衔

此头衔的授予对象主要有四个类别：第一及第二次車臣戰爭的参与者、參與介入敘利亞內戰或俄羅斯入侵烏克蘭的將領，以及宇航员。每一个进入太空的宇航员会自动获授此头衔；兩次車臣戰爭的参与者则需要有英勇的战斗行为或领导亲莫斯科政府才能获授此头衔。在有些情况下，执行任务过程中被杀的人会获授此头衔，包括在战斗中被杀的军人和暗杀事件中被杀的官员。这种获授者的例子有前车臣共和国总统艾哈迈德·卡德罗夫。这名亲莫斯科的领导人于2004年5月9日车臣首府格罗兹尼的胜利纪念日游行中被车臣武装份子以炮弹改造的地雷刺杀身亡。艾哈迈德去世之后的几天，总统弗拉基米尔·弗拉基米罗维奇·普京就向他追授这个头衔。一阵子过后，普京向他的儿子拉姆赞·卡德罗夫授予同样的头衔，以表扬他在车臣的工作。
所有俄罗斯宇航员会在他们进入太空的旅程后获授此头衔；有些宇航员在进入太空已经获授了此头衔，譬如长时期为国家服务的试飞员。宇航员同时也会获授俄罗斯联邦宇航员的头衔。有些头衔的获授者，例如谢尔盖·克里卡廖夫，也获授了苏联英雄和列宁勋章。大多数宇航员同时获得苏联英雄和俄罗斯联邦英雄，是因为他们“成功体现了飞行的勇气和英雄主义的表现。”
除了那两个类别的获授者，运动员和其他文职及军事官员也曾获授次头衔。这样一个案例有库尔斯克号潜艇艇长根纳季·利亚钦，潜艇在2000年爆炸沉没。由于他在爆炸时尝试保护船员生命的英雄气概，他在去世后获追授此头衔，而库尔斯克号全体船员获授勇气勋章。运动员拉里萨·拉祖京娜因在长野市举行的1998年冬季奥林匹克运动会中获得数面金牌而获授此头衔。然而，拉祖京娜在盐湖城举行的2002年冬季奥林匹克运动会中由于对兴奋剂检查呈阳性反应而被褫夺参赛资格。另一位运动员亚历山大·卡列林因在奥运会的摔跤运动中有出色表现，也获授予此头衔。首次到达北极的海洋底部的北极2007探险队的三位成员阿纳托利·萨格勒维奇、叶夫根·车尼耶夫和阿图尔·奇林加罗夫在2008年1月10日获授此头衔，“以表扬他们在极端环境下成功完成高纬度的北冰洋远征任务中展露出的勇气和英雄表现。”